# Manuel Gálvez
Manuel Gálvez (Paraná, Entre Ríos, 18 de julio de 1882-Buenos Aires, 14 de noviembre de 1962) fue un narrador, poeta, ensayista, historiador y biógrafo argentino, tres veces candidato al premio Nobel de literatura, y uno de los escritores argentinos más traducidos. Partícipe de la reacción contra el positivismo entre la intelectualidad argentina, fue un preconizador del componente «hispánico» de la nacionalidad argentina así como un duro crítico del cosmopolitismo.

## Biografía

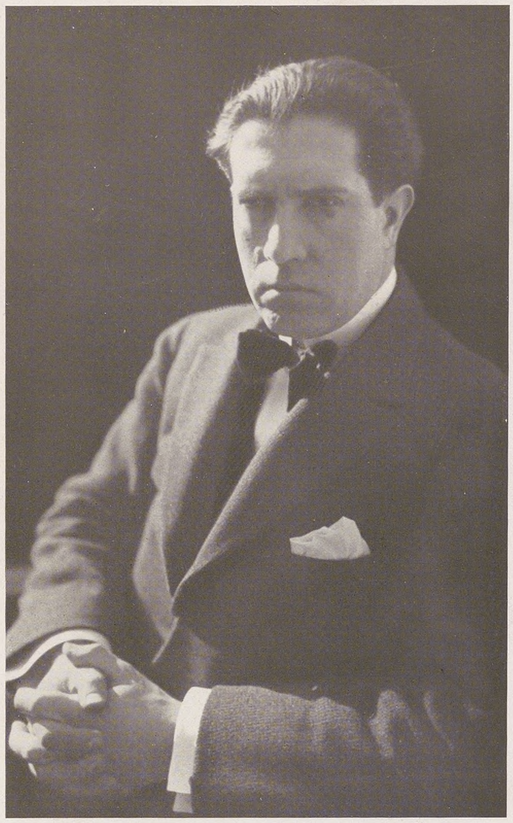
Manuel Gálvez en 1917.

De una antigua familia criolla (descendía del fundador de Santa Fe y Buenos Aires, Juan de Garay), acomodada y entregada a la política (su abuelo paterno, José Toribio de Gálvez, 1818-1874, había sido diputado de la Asamblea Constituyente de la provincia de Santa Fe), recibió una esmerada educación con los jesuitas en esta región, donde transcurrieron los años iniciales de su vida, y estudió Leyes en Buenos Aires, aunque no quiso hacer carrera política ni entregarse a la abogacía. En 1903 fundó y dirigió con Ricardo Olivera, otro joven de diecinueve años, la revista Ideas y se licenció en 1904. Al año siguiente (1905) se doctoró con una tesis sobre la trata de blancas y empezó a viajar por Europa; primero fue a París, luego a España, donde contactó con la Generación del 98 en pleno tricentenario del Quijote; allí se comprometió con la Hispanidad. Regresó en 1906 y fue nombrado inspector de enseñanza secundaria, cargo que desempeñó hasta 1931. Hizo por entonces su única aproximación a la lírica con dos libros, El enigma interior (Buenos Aires: [s.p.i.], 1907) y Sendero de humildad (Buenos Aires: Moen, 1909), de sesgo posmodernista y centrados en las preocupaciones religiosas del autor, recientemente convertido al Catolicismo. El 21 de abril de 1910 se casó con la poetisa Delfina Bunge y el mismo año empezó a mostrar sus preocupaciones nacionalistas, presentes ya en los artículos de Ideas. Junto a Ricardo Rojas y Leopoldo Lugones se comprometió con la denominada reacción nacionalista del Centenario, y con el ideario nacionalista católico que culminaría en el golpe de Estado de 1930.
Desde la prensa defendió la profesionalización del escritor y se convirtió en un activo promotor de empresas culturales, revitalizando la vida literaria y periodística de la nación. Publicó las primeras obras de no pocos autores jóvenes desde las empresas editoriales que llegó a dirigir y propagó generosamente sus méritos mediante la crítica literaria en sus artículos periodísticos. Su primera obra importante fue El diario de Gabriel Quiroga. Opiniones sobre la vida argentina (Buenos Aires: Moen, 1910), novela-ensayo que suponía ya su acercamiento a la "reacción nacionalista" luego reforzado con su escrito El solar de la raza, (1913); luego siguió una multitud de novelas que se proponen hacer pensar en él como el Benito Pérez Galdós argentino, con la pretensión de reflejar fielmente todos los aspectos de historia reciente y de la sociedad contemporánea en su país. Así se lo propuso conscientemente el propio autor, como declaró en sus Memorias:

Me refiero al plan que tracé en 1912. ¿Había en ese plan ambicioso alguna influencia de Balzac, de Zola, y, acaso, de Pérez Galdós y Baroja? No es imposible, sobre todo, del primero. La formidable construcción del maestro, que comprende toda, o casi toda, la sociedad francesa de su época, me tenía impresionado. Yo también soñé con describir, a volumen por año, la sociedad argentina de mi tiempo. El plan abarcaba unas veinte novelas, agrupadas en trilogías. Debían evocar la vida provinciana, la vida porteña y el campo; el mundo político, intelectual y social; los negocios, las oficinas y la existencia obrera en la urbe; el heroísmo, tanto en la guerra con el extranjero como en la lucha contra el indio y la naturaleza; y algo más.

La diferencia principal entre el proyecto de escritura de Gálvez y los grandes proyectos creativos de la Francia decimonónica reside, según María Teresa Gramuglio, en la falta de la reflexión crítica que acompañaba la descripción social de los franceses. Por eso, según Gramuglio, "es de temer que la comparación de ese 'plan ambicioso' con los de las que Roland Barthes llamó 'grandes cosmogonías novelescas' no resista un escrutinio severo".
Obtuvo Premio Municipal de Literatura de la Ciudad de Buenos Aires con Nacha Regules (1919) y el Nacional con El general Quiroga (1932). Acaso su novela más conocida sea El mal metafísico (1916), que pretende describir a su generación. Muy lograda es su novela El gaucho de los cerrillos. Como ensayista, si dejamos fuera sus innumerables artículos periodísticos, empezó con Informe sobre el paro forzoso (Buenos Aires: Alsina, 1913). En cuanto a la ideología nacionalista, tradicionalista, católica y derechista del autor, puede leerse por ejemplo un pasaje de su novela La maestra normal (1914):

En el orden de la cultura el normalismo significaba el predominio de la enseñanza primaria sobre la universitaria, la muerte de los altos estudios, la desaparición de aquella aristocracia cultural que se llamó el humanismo. Con la invasión de los pedagogos y los primarios, verdaderos primarios, ya no se quería que el país tuviese sabios, escritores, artistas, filósofos, humanistas: sólo querían tener escueleros. ¡Escuelas y más escuelas! pedían los bárbaros en coro y combatían la creación de nuevas universidades. Lo que interesaba a los políticos, a los mediocres, al periodismo, era que todas las gentes del país supiesen leer: hasta el pobre arriero de la montaña, hasta el indio de ojota. ¡Enseñar a leer a gentes que no han de leer en su vida! ¿Para qué les servirá eso? En cambio les servirá que haya en su provincia algunos hombres de gran saber y talento. Estos harán construir caminos, puentes, contribuirán a mejorar las condiciones de la vida. La gloria de los pueblos no dependía de que el rebaño supiese leer, sino del valimiento de algunos de sus hijos. [...] En lo moral ocurría algo peor. Como el normalismo era laico, anticlericall y dogmático, no admitía la moral basada en principios religiosos. ¿Con qué la reemplazaba? Más o menos con las mismas reglas morales, pues no las había mejores, pero basadas en nada, en el criterio de los hombres. Edificio sin cimientos, claro era que se derrumbaba fácilmente. Las muchachas, a quienes en diez años no se les había inculcado los principios religiosos, se encontraban indefensas. La pedantería normalista hablaba de educar la voluntad frente al catolicismo que, según ellos, sólo cultivaba el sentimiento. ¡Y qué voluntad ni qué ocho cuartos, badajo! Era ignorar a nuestras mujeres, no ver que en aquellos pueblos donde hacía tanto calor no podía haber voluntad que valiera. Las pobrecitas muchachas, tan tiernas, tan buenas, tan débiles, creían que podían confiar en sí mismas, según la doctrina de la escuela. Y si alguna vez se hallaban en un momento difícil, no contaban con un Dios a quien temer, ni siquiera con un infierno que les evitara la caída.

Junto a su esposa la poetisa Delfina Bunge apoyarían al movimiento sufragista femenino 
Hacia el final de su vida dio a la luz los cuatro tomos de su extensa autobiografía Recuerdos de la vida literaria (Hachette, 1960-1965, 2.º ed.), que registra en detalle su carrera de escritor. "Capítulos enteros se dedican a la preparación, la publicación y la recepción de los libros, con una selección de reseñas críticas a las que Gálvez agrega su propio juicio, por lo general autoelogioso" . Por ejemplo, sobre su novela La muerte en las calles (1949), escribió:
"No debo esperar que lo lean los fanáticos de Gide o de Sartre. Es un libro sano, para la gente sana. No es un libro artificioso, ni afeminado, ni pretendidamente exquisito, ni snob. Es un libro para los argentinos bien argentinos, de sensibilidad y corazón bien argentinos: para los hombres verdaderamente hombres y para las mujeres verdaderamente mujeres."
Fue elegido académico de la Academia Argentina de Letras y miembro correspondiente de la Real Academia Española en 1928. Fundó la sección argentina del Pen Club en Buenos Aires y fue nominado en tres ocasiones para el premio Nobel de Literatura (1933, 1934 y 1951).

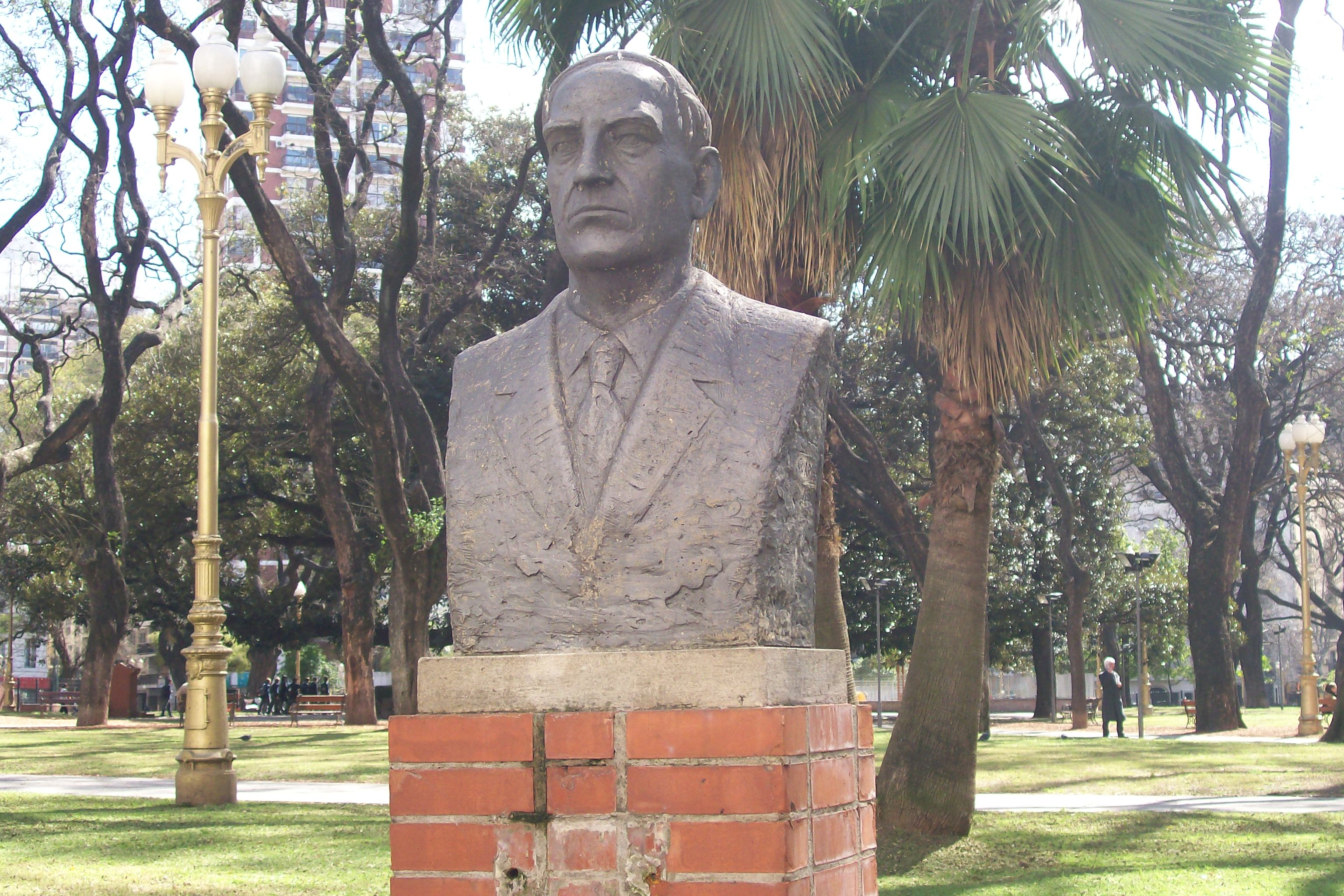
Busto de Manuel Gálvez, sito en la plaza "Vicente López" en Buenos Aires.

Dejó cincuenta y ocho libros publicados y diez inéditos.
Entre su obra novelística la crítica destaca las obras siguientes: La maestra normal (Buenos Aires: Nosotros, 1914), El mal metafísico (Buenos Aires: Nosotros, 1916), La sombra del convento (Buenos Aires: Agencia General de Librería y Publicaciones, 1917) y Nacha Regules (Buenos Aires: Pax, 1919), Historia de un arrabal (Buenos Aires: Agencia General de Librería y Publicaciones, 1922), Hombres en soledad (Buenos Aires: Club del Libro, 1938).
Del conjunto de su obra se destacan cinco de sus biografías: la de Hipólito Yrigoyen, la de Juan Manuel de Rosas, la de Domingo Faustino Sarmiento, la de Gabriel García Moreno, presidente del Ecuador y la de Aparicio Saravia. También escribió una biografía de Ceferino Namuncurá: "El santito de la toldería".
En la década del 40 se sumaria a un grupo de intelectuales nacionalistas opuestos tanto al nazismo como al imperialismo británico, apoyando la posición neutralista del país. A mediados de 1940 se uniría junto a intelectuales vinculados con el peronismo o con la izquierda nacional, como Juan José Hernández Arregui o Abelardo Ramos, y Omar Dorticós. Su simpatía por el peronismo lo llevaría a ser encarcelado y censurado durante la dictadura de Pedro Eugenio Aramburu, quien ordenó la quema de sus libros y la prohibición de sus escritos en las bibliotecas del país.

## Obras

### Ensayos y crítica literaria
- El diario de Gabriel Quiroga. Opiniones sobre la vida argentina (1910)
- La inseguridad de la vida obrera. Informe sobre el paro forzoso (1912)

- El solar de la raza (1913)
- La vida múltiple (1916)
- Este pueblo necesita... (1934)
- Amigos y maestros de mi juventud (1944)
- El novelista y las novelas (1959)

### Narrativa
- La maestra normal (1914)
- El mal metafísico (1916)
- La sombra del convento (1917)
- Nacha Regules (1919), premio municipal.
- Luna de miel y otras narraciones (1920)
- La tragedia de un hombre fuerte (1922)
- Historia de arrabal (1923)
- El cántico espiritual (1923)
- La pampa y su pasión (1927)
- Una mujer muy moderna (1927)
- Los caminos de la muerte (1928). Primera novela del ciclo "Escenas de la guerra del Paraguay".
- Humaitá (1929)
- Jornadas de agonía (1929)
- Miércoles Santo (1930)
- El gaucho de los cerrillos (1931). Primera novela  del ciclo "Escenas de la época de Rosas".
- El general Quiroga (1932), Premio Nacional de Literatura.
- Cautiverio (1935)
- La noche toca a su fin (1935)
- Hombres en soledad (1938)
- La ciudad pintada de rojo (1948)
- La muerte en las calles (1949), novela histórica sobre las invasiones inglesas de Buenos Aires
- Tiempo de odio y angustia (1951)
- Han tocado a degüello (1840-1842) (1951)
- Bajo la garra anglo-francesa (1953)
- Y así cayó Don Juan Manuel (1954)
- Las dos vidas del pobre Napoleón (1954)
- El uno y la multitud (1955), sobre el peronismo.
- Tránsito Guzmán (1956), sobre el peronismo.
- Poemas para la recién llegada (1957)
- Perdido en su noche (1958)
- Me mataron entre todos (1962)
- La locura de ser santo (1967), póstuma.

### Autobiografía
- Recuerdos de la vida literaria en cuatro tomos (1944, 1961, 1962 y 1965)

### Lírica
- El enigma interior, 1907.
- Sendero de humildad, 1909.

### Biografías
- Vida de Fray Mamerto Esquiú (1933)
- Vida de Hipólito Yrigoyen (1939)
- Vida de Juan Manuel de Rosas (1940), historia novelada.
- Vida de Aparicio Saravia (1942)
- Vida de don Gabriel García Moreno (1942)
- Vida de Domingo Faustino Sarmiento (1945)
- Vida de Ceferino Namuncurá. El santito de la toldería (1947)

### Teatro
- Nacha Regules (1924)
- El hombre de los ojos azules (1928)
- Calibán (1943).